# Sachs Patera
La Sachs Patera è una struttura geologica della superficie di Venere.